# Bonnie Jo Campbell
Bonnie Jo Campbell (Kalamazoo, 14 settembre 1962) è una scrittrice statunitense.

## Biografia
Nata nel 1962 a Kalamazoo, nel Michigan, ha ottenuto un B.A. in filosofia all'Università di Chicago nel 1984 e un M.A. in matematica nel 1995 e un M.F.A. in scrittura creativa nel 1998 alla Western Michigan University.
Ha esordito nel 1999 con la raccolta di racconti Women & Other Animals e in seguito ha pubblicato 2 romanzi e altre due collezioni di short stories spesso ambientate nel mondo rurale del Michigan.
Insegnante di scrittura alla Pacific University, nel corso della sua carriera ha ottenuto un Pushcart Prize nel 2001 e il Michigan Author Award nel 2012.

## Opere principali

### Romanzi
- Q Road (2003)
- C'era una volta un fiume (Once Upon a River, 2011), Vicenza, Neri Pozza, 2015 traduzione di Chiara Brovelli ISBN 978-88-545-0924-5.

### Racconti
- Women & Other Animals (1999)
- American Salvage (2009)
- Mothers, Tell Your Daughters (2015)

## Premi e riconoscimenti
- Pushcart Prize: 2001 con il racconto The Smallest Man in the World
- National Book Award per la narrativa: 2009 finalista con la raccolta American Salvage
- Guggenheim Fellowship: 2011[6]
- Michigan Author Award: 2012